# Horminum pyrenaicum
Horminum pyrenaicum — єдиний у своєму роді вид кореневищних багаторічних трав'янистих рослин з прикореневими розетками листя, що населяють гори західної половини Європи — Австрія, Франція, Німеччина, Італія, Іспанія, Швейцарія, колишня Югославія; надають перевагу багатим на вапно землям у горах.

## Біоморфологічна характеристика
Листки прості, кругло-зубчасті, на довгих ніжках. Суцвіття 2–6-квіткових кластерів, що утворюють нещільний однобічний складний зонтик. Чашечка 2-губа (3/2), дзвінчаста, задні частки дельтоподібні, вигнуті, передні частки довгодельтоподібні, прямі, горло голе. Віночок фіолетовий, 2-губний, 4-лопатевий (1/3), задня губа напівокругла й виїмчаста, передня губа з ± округлими частками, трубка ± циліндрична, волосиста в горлі. Тичинок 4. Горішки яйцеподібні, ± сосочкові. 2n=12.

## Використання
В даний час ця рослина використовується лише для формування альпінаріїв.

## Галерея

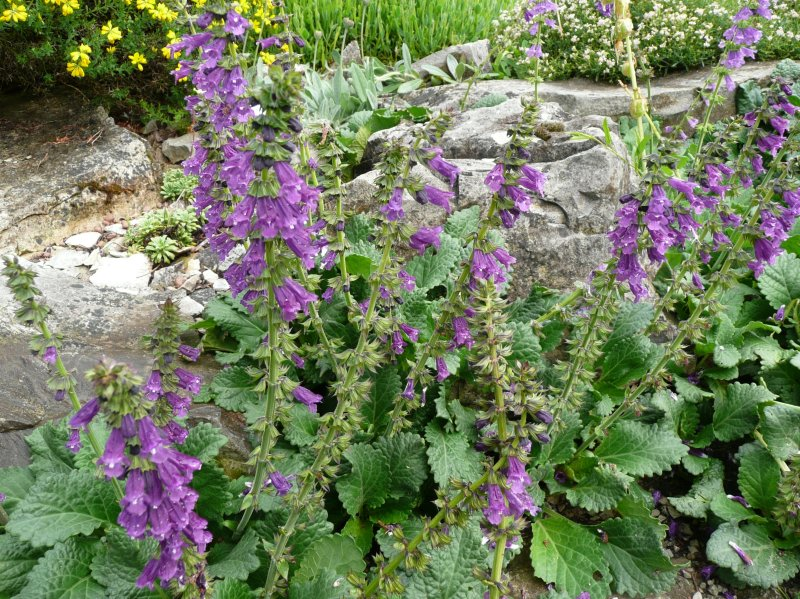
рослини
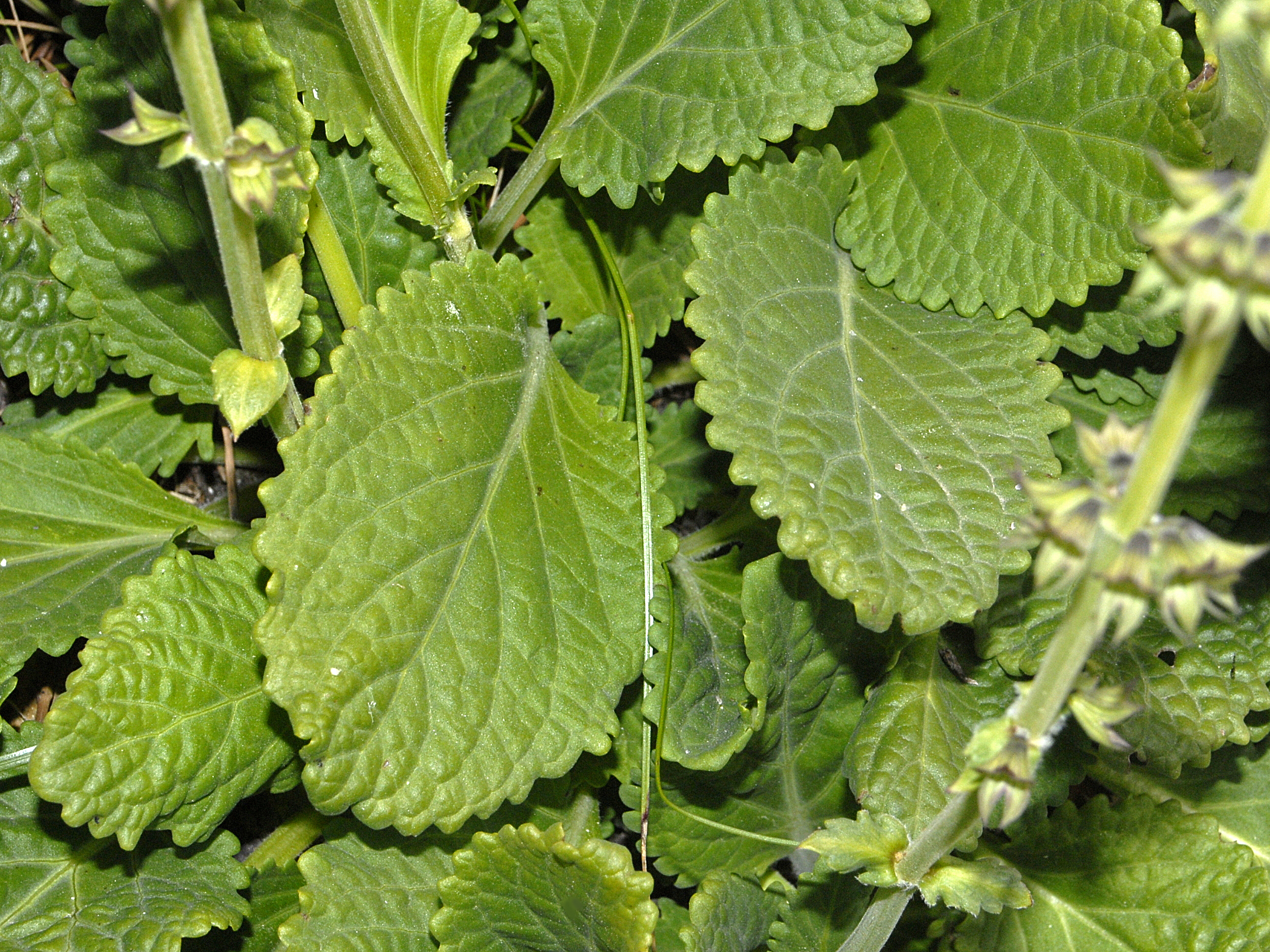
базальні листки
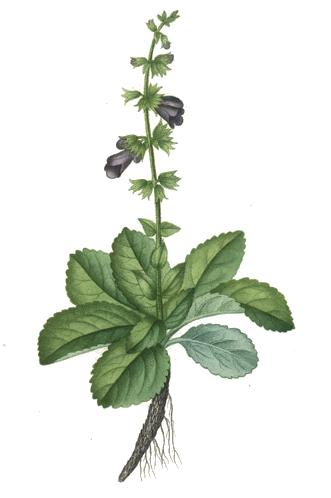
ілюстрація